# Delitschia trichodelitschioides
Delitschia trichodelitschioides är en svampart som beskrevs av M.J. Richardson 1998. Delitschia trichodelitschioides ingår i släktet Delitschia och familjen Delitschiaceae.  Arten är reproducerande i Sverige. Inga underarter finns listade i Catalogue of Life.